# Абухов, Константин Васильевич
Константи́н Васи́льевич Абу́хов (21 мая 1904 — 1 марта 1945) — участник Великой Отечественной войны, командир 143-го гвардейского штурмового авиационного полка (8-й гвардейской штурмовой авиационной дивизии 1-го гвардейского штурмового авиационного корпуса 2-й воздушной армии 1-го Украинского фронта), Герой Советского Союза (1945), гвардии майор.

## Биография
Родился 21 мая 1904 года в казачьей станице Червлённая Терской области, ныне Шелковского района Чеченской Республики, в семье крестьян-казаков. Русский. В 6 лет остался без отца.
С 1918 года жил в городе Владикавказе, где мать работал сиделкой в госпитале, учился в высшем начальном училище. В мае-сентябре 1920 года служил экспедитором в одном из отделов 10-й армии. В дальнейшем работал на рыбных промыслах, надзирателем в тюрьме в городе Куба (Азербайджан).
В июле 1922 года, по спецнабору через профсоюз, поступил в Азербайджанскую сводную военную школу, на кавалерийское отделение. Позднее продолжал учёбу в 4-й Курской пехотной школе, в 1-й Ленинградской пехотной школе имени Склянского. По окончании учёбы в сентябре 1926 года добровольно поступил в Ленинградскую военно-теоретическую школу ВВС РККА, затем продолжил учёбу в лётной школе. В 1929 году окончил Качинскую военную авиационную школу лётчиков.
Службу проходил в бомбардировочной авиации лётчиком, старшим лётчиком, командиром корабля в 11-й авиационной бригаде (город Воронеж), 23-й авиационной бригаде (город Монино).
В 1932 году был осуждён на 2 года условно, в 81-м авиационном отряде, которым он тогда командовал, произошла катастрофа.
В 1933—1934 годах — на Дальнем Востоке, затем инструктором в Ейской школе морских лётчиков, командиром отряда в Высшей лётнотактической школе (город Липецк).
С 1939 года обучался Военной академии командноштурманского состава ВВС (ныне — Военновоздушная академия ВВС им. Гагарина), одновременно с учёбой работал помощником начальника курса командного факультета.
С началом Великой Отечественной войны стажировался в должности помощника начальника оперативного отдела штаба ВВС РККА.
В августе 1941 года назначен начальником оперативного отдела 84-й смешанной авиационной дивизии (17 армия, Монголия). До конца 1943 года оставался на Дальнем Востоке, был командиром 847 -го ночного лёгкого бомбардировочного полка, затем 967-го штурмового авиационного полка.
В декабре 1943 года направлен в действующую армию. Прибыл на 2-й Украинский фронт, в 735-й (с 5 февраля 1944 года — 143-й гвардейский) штурмовой авиационный полк 266-й (с 5 февраля 1944 года — 8-й гвардейской) штурмовой авиационной дивизии, где 19 декабря был назначен командиром эскадрильи штурмовиков Ил-2. В составе 5-й воздушной армии участвовал на 2-м Украинском фронте в освобождении юго-западных районов Правобережной Украины, а затем Молдавии в Корсунь-Шевченковской стратегической (24 января — 17 февраля 1944 года) и Уманско-Ботошанской (5 марта — 17 апреля 1944 года) наступательных операциях.
В мае 1944 года был награждён орденом Красного Знамени, в июне 1944 года был назначен заместителем командира полка.
С 5 июля 1944 года вместе со своей дивизией сражался на 1-м Украинском фронте в составе 2-й воздушной армии. Участвовал в Львовско-Сандомирской стратегической наступательной операции (13 июля — 29 августа 1944 года), в ходе которой войска фронта освобождали Западную Украину и восточные районы Польши; Сандомирско-Силезской (12 января — 3 февраля 1945 года) и Нижнесилезской (8—24 февраля 1945 года) наступательных операциях на территории Польши, боевых действиях на территории Германии. С сентября 1944 года командовал полком, в октябре и ноябре 1944 года был награждён орденами Красного Знамени (в ноябре — за выслугу лет в армии). Лично водил на штурмовку войск и техники противника группы штурмовиков, совершив к концу февраля 1945 года 64 успешных боевых вылета, в ходе которых врагу был нанесён значительный урон.
1 марта 1945 года во время боевого вылета самолёт Абухова над целью в районе населённого пункта Пфаффендорф (ныне село Рудзица в гмине Секерчин, Любаньского повята Нижнесилезского воеводства Польши) был подбит зенитной артиллерией противника и загорелся. Гвардии майор Абухов направил горящую машину на скопление вражеских танков в районе села Лихтенау (ныне село Заремба в гмине Секерчин, Любаньского повята Нижнесилезского воеводства Польши).
Указом Президиума Верховного Совета СССР от 27 июня 1945 года за мужество и героизм, проявленные при нанесении штурмовых ударов по противнику, гвардии майору Абухову Константину Васильевичу присвоено звание героя Советского Союза (посмертно).
Место захоронения неизвестно.

## Награды
- Медаль «Золотая Звезда» Героя Советского Союза (27.06.1945)
- Орден Ленина (27.06.1945)
- Три ордена Красного Знамени (18.05.1944, 7.10.1944, 3.11.1944)

## Память
- Имя Абухова присвоено одной из улиц города Грозный (бывшая Горская) и средней общеобразовательной школе № 1 станицы Червлённая.
- Бюст Героя установлен на Аллее Славы мемориального комплекса Славы имени А. А. Кадырова в городе Грозный.